# Sternberg im Grabfeld
Sternberg im Grabfeld ist ein Gemeindeteil der Gemeinde Sulzdorf an der Lederhecke im unterfränkischen Landkreis Rhön-Grabfeld (Bayern).

## Geografie
Das Pfarrdorf liegt im unterfränkischen Teil des Grabfelds an der Grenze zum Freistaat Thüringen (Heldburger Land).

## Geschichte

### 12. bis 15. Jahrhundert
Heinrich II. († 1228), Sohn von Poppo V. von Irmelshausen aus einer Nebenlinie der Grafen von Henneberg, hatte das Gebiet um Sternberg im Grabfeld vom Hochstift Eichstätt als Lehen erhalten. Er ließ eine Burg am Fuß des „Sterinbercs“ erbauen und verlegte um das Jahr 1199 seinen Stammsitz von Irmelshausen nach Sternberg. Der Name des Bergs ging somit auf die von Heinrich II. gegründete Linie der Herren von Sternberg über. Auch die Burg und die an deren Fuß sich entwickelnde Siedlung übernahmen später den Namen Sternberg.
Bedeutendster und letzter Vertreter des Geschlechts war Heinrichs Sohn Berthold II. von Sternberg († 1287), der Bischof von Würzburg war. Schon bald nach dem Tode des letzten Stammhalters Albert von Sternberg († zwischen 1253 und 1255) erreichte der älteste Sohn von Poppo VII. von Henneberg, Graf Heinrich III. von Henneberg († 1262) durch Vermittlung des Grafen Adalbert von Dillingen im Jahr 1255 die Belehnung mit den eichstättischen Lehen der Sternberger Linie. Der Vater Albrechts von Sternberg war in der Schlacht bei Metzels gegen den Vater Heinrichs III. im Jahr 1228 getötet worden.
Sternberg kam damit an die Hauptlinie der Grafen von Henneberg. Die Burg wurde ab 1297 durch Beamte (Ministeriale) verwaltet, die sich nach ihrem Sitz ebenfalls „von Sternberg“ benannten. Ab 1317 wurden sie auch mit der Burg Callenberg bei Coburg belehnt und erbauten in der Nähe das Sternbergschloss Meeder. 
Durch zwei Erbteilungen der Linie Henneberg-Schleusingen in den Jahren 1347 und 1353 kamen der Ort und die Burg Sternberg an die Erbtochter Elisabeth von Henneberg-Schleusingen († 1389), die mit Graf Eberhard II. von Württemberg verheiratet war. Dieser verkaufte Sternberg im Jahr 1354 an das Hochstift Würzburg, wodurch auch die Lehnszugehörigkeit zum Hochstift Eichstätt erlosch.
Das Hochstift vergab mehrere Lehen, so dass aus der Burg Sternberg eine der größten Ganerbenburgen im Hochstift Würzburg entstand. Die Grafen von Henneberg-(Aschach-)Römhild im Jahr 1400 die Burg und das Amt Sternberg pfandweise, 1412 durch Kauf vom Hochstift Würzburg zurück. 1485 erfolgte die erste Teilung der Römhilder Linie, wobei Sternberg an den römhildischen Teil unter Graf Friedrich II. von Henneberg-Aschach († 1488) fiel. Der Ort kam später an das Hochstift Würzburg zurück.

### 16. bis 18. Jahrhundert
Das evangelische Rittergeschlecht Truchseß von Wetzhausen, dessen Angehörige in Diensten der Fürstbischöfe von Würzburg standen, brachte sich ab 1450 mehr und mehr in den Besitz von Burganteilen. Ab Mitte des 16. Jahrhunderts waren sie alleinige Besitzer von Sternberg.
Das Rittergeschlecht derer von Sternberg, das ab 1317 im Lehnsbesitz der Burg Callenberg bei Coburg war, starb 1588 aus. Das Anwesen im seit 1354 wettinischen Callenberg ging als „offenes Lehen“ an Herzog Johann Casimir von Sachsen-Coburg.
Im Dreißigjährigen Krieg wurde Sternberg um 1632 von der weimarischen Armee verwüstet. Der damalige Dorfherr, Philipp Albrecht Truchseß von Wetzhausen, wurde von den Schweden als Amtmann in Mainberg eingesetzt. Er hatte 1631 Anteil am Tod des katholischen Pfarrers von Altenmünster, Liborius Wagner.
1667/69 ließ Philipp Albrechts Sohn Wolff Dietrich anstelle der baufällig gewordenen Burg das neue, prachtvolle Barockschloss Sternberg errichten, das als eines der schönsten in Franken gilt. 1685 gründete der Schlosserbauer eine katholische Pfarrei. Er ließ 1673 im Burggraben die Pfarrkirche Heilig Kreuz errichten. Zuvor war Sternberg über einen längeren Zeitraum Sitz einer evangelischen Pfarrei.
1695 wurde der stattliche Besitz in Sternberg und den Nachbargemeinden an den Würzburger Fürstbischof Johann Gottfried von Guttenberg aus der Familie der Freiherren von Guttenberg verkauft. Neben dem Ort und dem Schloss Sternberg gehörte auch Sulzdorf an der Lederhecke zum Rittergut Sternberg, das bis 1806 im Besitz der Freiherren von Guttenberg blieb.

### 19. und 20. Jahrhundert
Mit dem Reichsdeputationshauptschluss von 1803 setzte die Mediatisierung reichsunmittelbarer Stände in größerem Maßstab ein. Das Rittergut Sternberg wurde als Teil des Herrschaftsgebiets der Freiherren von Guttenberg mit der Rheinbundakte von 1806 aufgehoben und dem Großherzogtum Würzburg einverleibt.
Mit der Auflösung des Rheinbundes 1814 endete auch die Existenz des Großherzogtums Würzburg. Durch Beschluss des Wiener Kongresses fiel es größtenteils an das Königreich Bayern. Im Zuge der Verwaltungsreformen in Bayern entstand mit dem Gemeindeedikt von 1818 die Gemeinde. Sternberg gehörte ab 1817 zum Untermainkreis, der 1838 in Unterfranken und Aschaffenburg (später nur noch Unterfranken) umbenannt wurde. Das Schloss blieb bis 1838 im Besitz der Freiherren zu Guttenberg, die es an Ernst I. von Sachsen-Coburg und Gotha veräußerten. 1846 erwarb schließlich der damalige bayerische König Ludwig I. das Anwesen von Ernst II. von Sachsen-Coburg und Gotha. Nach dessen Abdankung im Jahr 1848 wechselte die Anlage mehrfach den Besitzer.
Sternberg gehörte zum Landgericht Königshofen und ab 1862 zum Bezirksamt Königshofen im Grabfeld. Seit 1918 gehört dieses zum Freistaat Bayern. Das Bezirksamt Königshofen wurde ab 1939 in Landkreis Königshofen im Grabfeld umbenannt.
Das Schloss Sternberg wurde zwischen 1933 und 1945 als nationalsozialistisches SA-Ausbildungslager genutzt. Nach dem Zweiten Weltkrieg beherbergte es Flüchtlinge und wurde 1947 dem letzten Eigentümer, einer religiösen Vereinigung, zurückgegeben.
Im Rahmen der Gebietsreform am 1. Juli 1972 wurden die bisherigen Kreise Königshofen im Grabfeld und Mellrichstadt in den Landkreis Bad Neustadt an der Saale eingegliedert. Zum 1. Mai 1973 wurde er in Landkreis Rhön-Grabfeld umbenannt. Am 1. Januar 1978 wurde Sternberg in die Gemeinde Sulzdorf an der Lederhecke eingemeindet.
1997 wurde beim Ausbau der Kreisstraße von Obereßfeld nach Sternberg die bisher größte jungsteinzeitliche Siedlung im Landkreis Rhön-Grabfeld entdeckt, ein eindrucksvoller Beleg, dass die Gegend schon seit mindestens 6000 Jahren besiedelt ist.

## Sehenswürdigkeiten

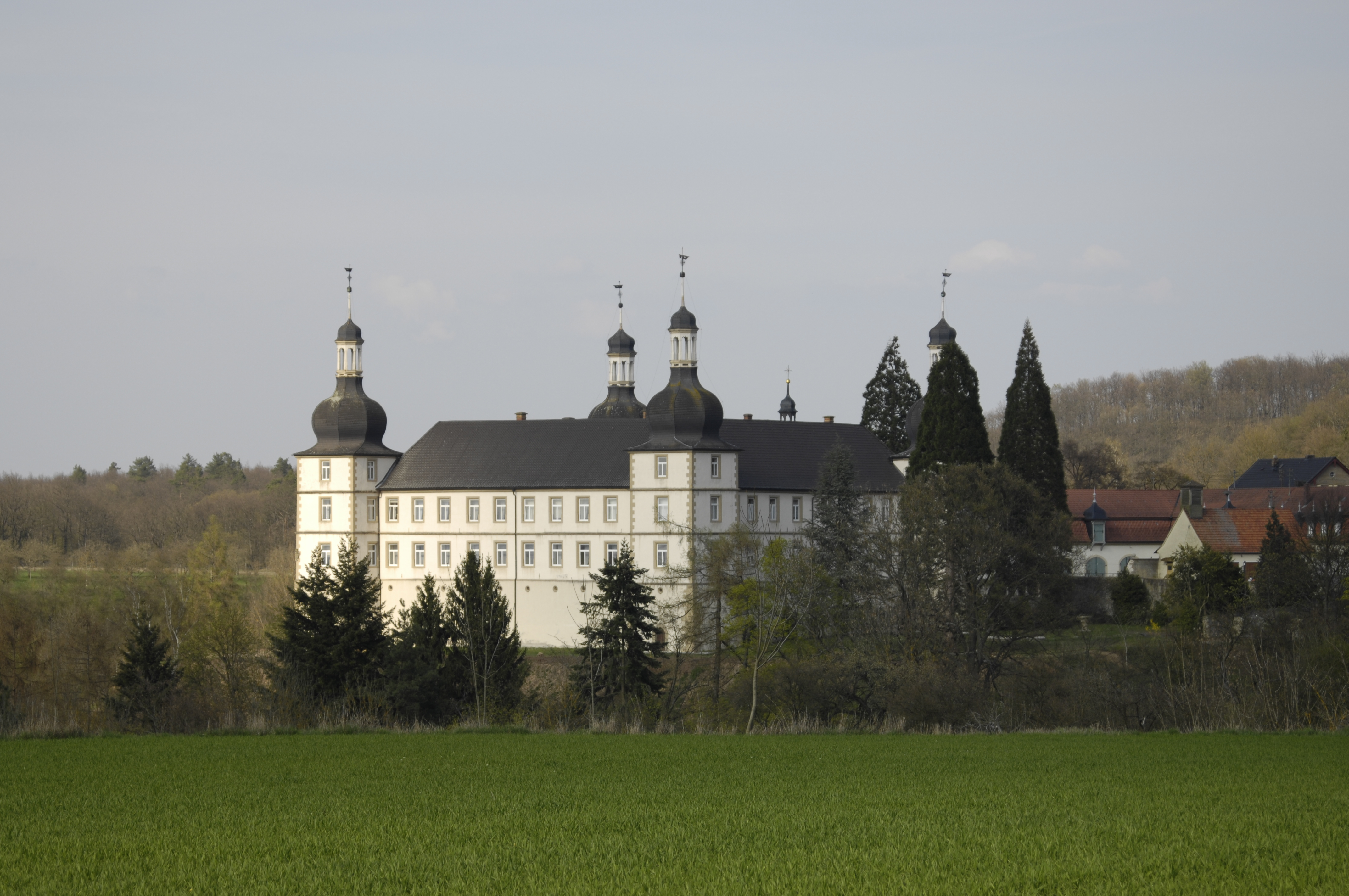
Schloss Sternberg

- Katholische Pfarrei Sternberg: Heilig Kreuz mit Filiale Zimmerau und St. Peter und Paul
- Katholische Pfarrkirche St. Wendelin
- Schloss Sternberg
- 38 Meter hoher Aussichtsturm Bayernturm zwischen Zimmerau und Sternberg